# Accord de libre-échange entre la Corée du Sud et Singapour
L'accord de libre-échange entre la Corée du Sud et Singapour est un accord de libre-échange signé le 4 août 2005 entre la Corée du Sud et Singapour. Il entre en application le 2 mars 2006,.